# La scaltra letterata
La scaltra letterata és una òpera en tres actes composta per Niccolò Piccinni sobre un llibret italià d'Antonio Palomba. S'estrenà al Teatro Nuovo de Nàpols l'hivern de 1758.
A Catalunya s'estrenà el 20 de gener de 1762 al Teatre de la Santa Creu de Barcelona amb motiu de l'aniversari de Carles III d'Espanya.